# WNBA All-Star Game 2009
Match précédent Match suivant
Le WNBA All-Star Game 2009 s'est déroulé le 25 juillet 2009 dans la Mohegan Sun Arena de Uncasville, dans le Connecticut. Ce match est le 9e All-Star Game annuel. Le Connecticut accueille cet événement pour la deuxième fois de son histoire après 2005.
Les joueuses de la Conférence Ouest battent les joueuses de la Conférence Est 130 à 118. Swin Cash est élue MVP de la rencontre. Elle est également la meilleure marqueuse du match avec 22 points.

## Joueuses
| Pos.         | Joueuse          | Équipe                      | Participation |
| Titulaires   | Titulaires       | Titulaires                  | Titulaires    |
| ------------ | ---------------- | --------------------------- | ------------- |
| PG           | Sue Bird         | Storm de Seattle            | 6e            |
| SG           | Becky Hammon     | Silver Stars de San Antonio | 6e            |
| SF           | Swin Cash        | Storm de Seattle            | 4e            |
| PF           | Lauren Jackson   | Storm de Seattle            | 7e            |
| C            | Lisa Leslie*     | Sparks de Los Angeles       | 9e            |
| Remplaçantes |                  |                             |               |
| G            | Diana Taurasi    | Mercury de Phoenix          | 4e            |
| G            | Cappie Pondexter | Mercury de Phoenix          | 3e            |
| F            | Charde Houston   | Lynx du Minnesota           | 1re           |
| F            | Nicole Powell    | Monarchs de Sacramento      | 1re           |
| F            | Tina Thompson    | Sparks de Los Angeles       | 9e            |
| F            | Sophia Young     | Silver Stars de San Antonio | 3e            |
| C            | Nicky Anosike    | Lynx du Minnesota           | 1re           |
| Entraîneur   |                  |                             |               |
|              | Dan Hughes       | Silver Stars de San Antonio |               |

| Pos.         | Joueuse          | Équipe                | Participation |
| Titulaires   | Titulaires       | Titulaires            | Titulaires    |
| ------------ | ---------------- | --------------------- | ------------- |
| PG           | Alana Beard      | Mystics de Washington | 4e            |
| SG           | Katie Douglas    | Fever de l'Indiana    | 3e            |
| SF           | Tamika Catchings | Fever de l'Indiana    | 7e            |
| PF           | Candice Dupree   | Sky de Chicago        | 3e            |
| C            | Sylvia Fowles    | Sky de Chicago        | 1re           |
| Remplaçantes |                  |                       |               |
| G            | Jia Perkins      | Sky de Chicago        | 1re           |
| G            | Katie Smith      | Shock de Détroit      | 8e            |
| F            | Shameka Christon | Liberty de New York   | 1re           |
| F            | Asjha Jones      | Sun du Connecticut    | 2e            |
| F            | Sancho Lyttle    | Dream d'Atlanta       | 1re           |
| C            | Érika de Souza   | Dream d'Atlanta       | 1re           |
| Entraîneuse  |                  |                       |               |
|              | Lin Dunn         | Fever de l'Indiana    |               |

* Lisa Leslie forfait sur blessure. Nicole Powell est appelée pour la remplacer. Tina Thompson remplace Lisa Leslie dans le cinq de départ.
Dan Hughes (Silver Stars de San Antonio) dirige la sélection de l'Ouest et Lin Dunn (Fever de l'Indiana) dirige la sélection de l'Est.
| 25 juillet 2009 | Box Score | Conférence Ouest 130, Conférence Est 118           | Conférence Ouest 130, Conférence Est 118 | Conférence Ouest 130, Conférence Est 118              |  | Mohegan Sun Arena, Uncasville Affluence : 9,518 Arbitres : #44 Felicia Grinter, #42 Roy Gulbeyan, #53 Jeff Smith | ESPN (HD) |
| 25 juillet 2009 | Box Score | Score par quart-temps : 25-27, 38-33, 36-33, 31-25 |                                          |                                                       |  | Mohegan Sun Arena, Uncasville Affluence : 9,518 Arbitres : #44 Felicia Grinter, #42 Roy Gulbeyan, #53 Jeff Smith | ESPN (HD) |
| 25 juillet 2009 | Box Score | Swin Cash (22) Cappie Pondexter (9) Sue Bird (10)  | Points Rebonds Passes d.                 | Sylvia Fowles (17) Erika de Souza (9) Asjha Jones (6) |  | Mohegan Sun Arena, Uncasville Affluence : 9,518 Arbitres : #44 Felicia Grinter, #42 Roy Gulbeyan, #53 Jeff Smith | ESPN (HD) |

## Three-point Shootout
Becky Hammon remporte le concours avec un score de 16 points en battant en finale Sue Bird et Katie Smith.

### Participants

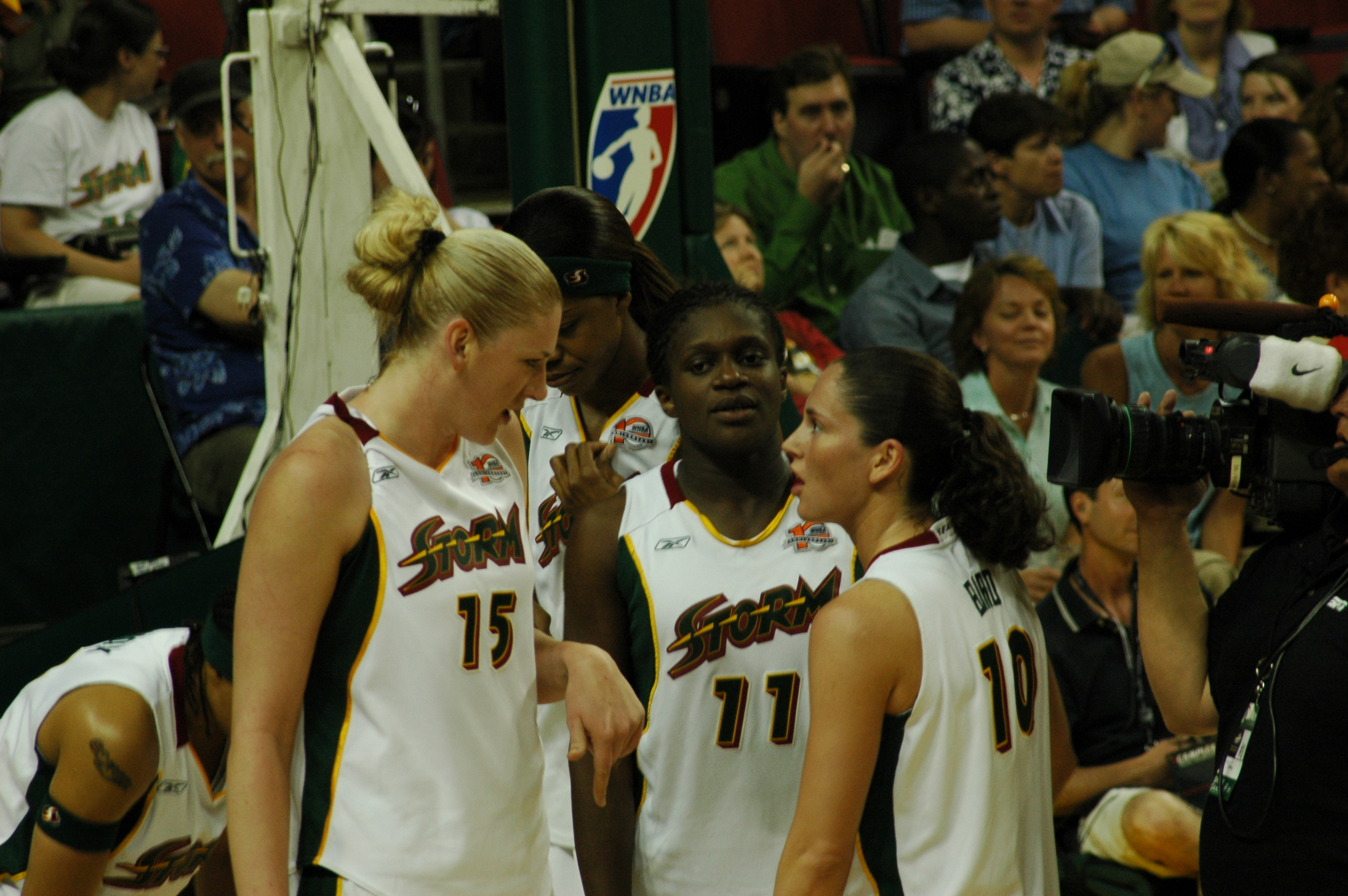
Lauren Jackson (15) et Sue Bird (10) sous le maillot du Storm.

| Joueuse          | Équipe                      | Poste   | Tirs réussis | Tirs tentés | Pour cent | 1er tour | 2e tour |
| ---------------- | --------------------------- | ------- | ------------ | ----------- | --------- | -------- | ------- |
| Becky Hammon     | Silver Stars de San Antonio | Meneuse | 28           | 86          | 32,6      | 14       | 16      |
| Sue Bird         | Storm de Seattle            | Meneur  | 29           | 77          | 37,7      | 11       | 12      |
| Katie Smith      | Shock de Détroit            | Ailier  | 32           | 77          | 41,6      | 12       | 12      |
| Shameka Christon | Liberty de New York         | Ailier  | 42           | 88          | 47,7      | 10       | -       |
| Katie Douglas    | Fever de l'Indiana          | Arrière | 31           | 86          | 36,0      | 9        | -       |
| Diana Taurasi    | Mercury de Phoenix          | Ailier  | 46           | 105         | 43,8      | 9        | -       |

## Skills Challenge

### Participants
| Équipe | Joueuse                                      | Franchise                                                        | Temps       |
| ------ | -------------------------------------------- | ---------------------------------------------------------------- | ----------- |
| West 1 | Cappie Pondexter Sophia Young Charde Houston | Mercury de Phoenix Silver Stars de San Antonio Lynx du Minnesota | 34,8        |
| East 1 | Jia Perkins Tamika Catchings Sancho Lyttle   | Sky de Chicago Fever de l'Indiana Dream d'Atlanta                | 35,4        |
| West 2 | Swin Cash Nicole Powell Nicky Anosike        | Storm de Seattle Monarchs de Sacramento Lynx du Minnesota        | 43,0        |
| East 2 | Alana Beard Asjha Jones Sylvia Fowles        | Mystics de Washington Sun du Connecticut Sky de Chicago          | Disqualifié |